# Natural Blues
«Natural Blues» — пісня американського електронного музиканта Moby. Пісня вийшла 6 березня 2000 року як п'ятий сингл з його п'ятого студійного альбому Play (1999). Пісня побудована навколо вокалу, взятого з «Trouble So Hard» американської фолк співачки Віри Голл (1937). «Natural Blues» була однією з кількох пісень альбому «Play», створених Мобі на основі семплів, отриманих з альбомів американської народної музики, спочатку зібраних польовим колекціонером Аланом Ломаксом. У Великобританії «Natural Blues» посів 11 місце в UK Singles Chart . В Ісландії він досяг першого місця.

## Основа і композиція
«Natural Blues» був спродюсований Мобі для його п’ятого студійного альбому «Play» і містить семпли з «Trouble So Hard» американської фолк-співачки Віри Голл. Мобі отримав семпли з коробкового набору народної музики, зібраного польовим колекціонером Аланом Ломаксом, а Хол і Ломакс стали співавторами треку. «Natural Blues», описаний Мобі як «досить ефірна та скорботна» пісня, побудована навколо циклів вокалу Голл з оригінального запису. У Мобі виникли труднощі з мікшуванням треку, тому він подумав не включати його в «Play», але зрештою він створив задовільний мікс за допомогою британського дуету 1 Giant Leap. Англійський гурт електронної музики I Monster також приписують собі обов'язки зі зведення.

## Критика
Бенджамін Рей із «The Daily Vault's» описав пісню як «кращий приклад блюзової лірики та електронного пастишу, з тихим наполегливим ритмом, який повільно наростає до кульмінації клавішних і голосу». Джонні Сігареттс з NME писав, що «в „Natural Blues“ блюзовий вокал старої школи звучить так, ніби в його музиці завжди був присутній елемент живої рейв-панелі. Це саме той момент, коли розхвалена еклектика Мобі працює блискуче, звучачи більш божественно, ніж Ісус Джонс». Скотт Марк Бекер із Salon.com заявив, що ця пісня є «серед найкращих треків альбому». Він додав, що співачка Віра Холл «В руках Мобі вона була такою ж потужною, як і акапельно, привид її голосу резонував так, ніби вона все ще була живою». Вікі Ілмер із Star Tribune назвала це «пісня подібна на гімн з інтроспективним дискурсом, який ставить під сумнів важкі часи та зберігає духовність».

## Музичний кліп
Фотограф і кінорежисер Девід ЛаШапель зняв супровідне рекламне музичне відео для «Natural Blues». ЛаШапель спочатку заявив про свою зацікавленість у постановці відео, а Мобі, будучи шанувальником його творчості, висловив вагання щодо цієї ідеї через «яскравий і кричущий» характер його попередньої роботи, яка, на його думку, не підійде для цієї пісні. Проте ЛаШапель запевнив Мобі, що його бачення відео було «досить стриманим і серйозним». На відео показано Мобі в старості, в інвалідному візку, а події відбуваються будинку для пристарілих, який дивиться відеоролики, на яких він сам був молодим. Файруза Балк грає дівчину Мобі в кількох кліпах. Згодом з’являється ангельська постать, яку грає Крістіна Річчі, і забирає Мобі з собою.
У дитинстві ЛаШапель часто відвідував поселення для пенсіонерів, де його мати працювала медсестрою. Він черпав натхнення для концепції відео з жаху, в якому він опинився літньою людиною, змушений користуватися інвалідним візком, і залишився в коридорі з багатьма іншими людьми похилого віку, нездатними рухатися. ЛаШапель інтерпретував пісню як «Пісня про когось, наприкінці свого життя, хто змирився з тим, що перебуває наприкінці свого життя», і вважав, що концепція будинку для людей похилого віку підходить до відео. Він додав: «Я думав, що ви можете жити цим казковим життям, молодим і веселим, а через 60 років, хто, чорт знає, де ми можемо бути? Про нас усіх можуть забути, забувши десь інде». На Мобі було накладено великий макіяж, щоб надати йому літнього виду на відео. Відео згодом отримало нагороду за найкраще відео на MTV Europe Music Awards 2000, а також було номіновано як найкраще міжнародне відео на MuchMusic Video Awards 2000.
Альтернативне анімаційне музичне відео також було знято Сьюзі Вілкінсон, Хотессою Лоуренс і Філіпе Альсада в тому ж стилі та з тими самими персонажами, що й у відеокліпі на попередній сингл Мобі «Why Does My Heart Feel So Bad?».

## Списки треків
| - US CD single (63881—27639—2) 1. «Natural Blues» (radio edit) — 3:03 2. «Natural Blues» (Perfecto Remix) — 8:12 3. «Natural Blues» (album version) — 4:12 4. «Natural Blues» (Mike D. Remix — edit) — 4:14 5. «Whispering Wind» — 6:08 - UK CD1 (CDMUTE251) 1. «Natural Blues» (single version) — 3:03 2. «The Whispering Wind» — 6:08 3. «Sick in the System» — 4:17 - UK CD2 (LCDMUTE251) 1. «Natural Blues» (Perfecto Remix) — 8:12 2. «Natural Blues» (Mike D edit) — 4:14 3. «Natural Blues» (Peace Division edit) — 6:29 | - UK 12-inch single 1 (12MUTE251) 1. «Natural Blues» — 4:17 2. «Natural Blues» (Mike D Remix) — 6:22 3. «Natural Blues» (Perfecto Dub) — 7:51 - UK 12-inch single 2 (L12MUTE251) 1. «Natural Blues» (Katcha Remix) — 7:45 2. «Natural Blues» (Peace Division Dub) — 8:14 |

## Сертифікати
| Регіон                                                                                          | Сертифікація | Продажі |
| ----------------------------------------------------------------------------------------------- | ------------ | ------- |
| Велика Британія (BPI)                                                                           | Срібний      | 200 000 |
| *продажі, що базуються лише на сертифікаціях ^відвантаження, що базуються лише на сертифікаціях |              |         |

## Історія випуску
| Регіон                | Дата                | Формат(и)             | Лейбли        | Реф.          |
| --------------------- | ------------------- | --------------------- | ------------- | ------------- |
| Сполучені Штати       | 14 грудня 1999 року | Альтернативне радіо   | V2            | [ 23 ]        |
| Об'єднане Королівство | 6 березня 2000 року | 12 дюймовий вініл, CD | Вимкнути звук | [ 24 ] [ 25 ] |

## Кавери
Кавер на пісню «Natural Blues», виконану наживо на First Avenue американським музикантом Марком Маллманом, був випущений у його альбомі «Live from First Avenue, Minneapolis» 2003 року.